# El Ksiba
 (mai 2012).
Si vous disposez d'ouvrages ou d'articles de référence ou si vous connaissez des sites web de qualité traitant du thème abordé ici, merci de compléter l'article en donnant les références utiles à sa vérifiabilité et en les liant à la section « Notes et références ».
El Ksiba (en arabe : القصيبة ; en berbère : Lksiba n Mohha Ousaid) est une ville et commune de la province de Béni-Mellal, dans la région de Béni Mellal-Khénifra, au Maroc.  
El Ksiba porte le titre de perle de l'Atlas. On y parle la langue berbère tamazigh comme d'ailleurs dans les villages alentour. Sa situation géographique est très stratégique, puisqu'elle est située exactement au centre du Maroc entre les 4 villes impériales du Maroc, dans une zone reliant le Moyen Atlas avec le Haut Atlas. Elle se trouve à, environ, 220 kilomètres de Casablanca, 250 kilomètres de Marrakech, 250 kilomètres de Fès et 320 kilomètres de Rabat. C'est une région montagneuse, avec un climat continental, très froid en hiver. Elle se caractérise par sa biodiversité, concernant sa faune et sa flore, ainsi que par les traditions et les coutumes amazigh conservées. Sa culture amazigh reflète son mode de vie typique et authentique.

## Histoire d'El Ksiba
C'est l'une des plus grandes villes du Moyen Atlas marocain. La plus grande tribu de la ville s'appelle Aït Ouirra, dont le chef pendant l'époque coloniale française était Lqaid Moha Ousaid Ouassou (Wassou). C'est le père de la ville d'El Ksiba, et elle porte même son nom. Les habitants d'El Ksiba se souviennent de sa bravoure lorsqu'il combattait les colons français et le gouvernement marocain (Maghzen) et de ses actes de résistance à l’État royal monarchique construit par Lyautey au service du sultan, inscrits dans l'Histoire du Maroc. L'un de ses discours hostile au suzerain était "même si vous me donnez la lune de ce côté et le soleil en face, je ne vous laisserai pas El Ksiba, on résiste jusqu'au dernier souffle du dernier combattant d'Aït Ouirra".
Lqaid Ouassou Bassou, fils de Moha Ousaid, fut son successeur comme nouveau Caid des Aït Ouirra ; il fut honoré par Sa Majesté le Roi Hassan II et fut nommé Chevalier de la Légion d’Honneur. Caid Bassou a assuré des missions de négociation et de communication avec les forces françaises pendant la période de post-résistance. Il a assumé les responsabilités de juge qui règle les conflits et les litiges entre les individus et les 9 tribus des Ait Ouirra.
El Ksiba était une ville qui a donné naissance à de farouches féodaux indépendants , architecte d'une partie importante de l'Histoire du Maroc, connue par son histoire riche et sa résistance à l’État moderne national et international. Sur le plan national elle était parmi les premières villes conquises par les forces françaises et marocaines gouvernementales, où a été créée l'une des toutes premières institutions éducatives du Maroc, à savoir le Collège Moha Ou-Said, une région montagneuse et de collines rocheuses, dont les forêts sont les plus denses dans la région, cette nature où les reliefs jouaient en faveur des résistants des Ait Ouirra, et représentaient un obstacle considérable pour les forces  françaises du Protectorat et les troupes du Maghsen; la maîtrise de ses reliefs par les résistants les empêchait de s’emparer facilement de la ville d'El Ksiba. Sur le plan international, un grand nombre des fils de la région étaient engagés pour la France et le sultan Mohammed V (compagnon de la Libération) dans les guerres d'Indochine et celles des libérations des territoires français occupés par l'Allemagne.
Au centre de la ville, la France avait des bases militaires et des bureaux administratifs. On citera par exemple quelques personnalités de l'armée française qui ont organisé les divisions et les affectations de l'armée et ceux qui ont négocié avec les différents représentants et notables des tribus des Aït Ouirra : le général Jean Vaugien qui fut capitaine et chef de bureau des affaires indigènes d'El Ksiba (1948-1951) qui maîtrisait bien la langue tamazight, a compris et admiré la culture de la région; le commandant Jean Rousseau, chef du cercle d'El Ksiba. La ville a été aussi marquée par la visite du général Alphonse Juin. Le protectorat français a trouvé cette ville très stratégique, grâce à sa situation géographique au centre du Maroc. Ses forces avaient installé plusieurs tours de surveillance dans les montagnes de la ville pour mieux contrôler cette région qui représente un point d'intersection de ses chemins, une zone de contrôle pour assurer le passage de la main d'œuvre et de la matière première du sud du Maroc et des pays sub-sahariens vers la France.
Du point de vue situation géographique, El Ksiba est une belle ville, entourée par des montagnes, en pleine nature, avec d'énormes centres d'estivage, des forêts denses ainsi que des espaces verts. Un environnement idéal pour vivre tranquillement.

## El Ksiba la capitale des Ait Seri
El Ksiba était à l'époque de Moha Ousaid, la capitale de toute la sous-confédération des Ait Seri (l'une des grandes tribus Amazigh, du centre du Moyen Atlas faisant partie de la confédération Ait Oumalou), ce vaste territoire était administrativement affilié à la ville d'El Ksiba, à la suite de considérations historiques.
Seuls les Ait ouirra étaient sous le commandement de Moha Ousaid Ouirra, les autres tribus étaient dirigées par Moha ou Hammou Zayani.
Les tribus des Ait Seri figurent parmi les plus grandes tribus résistantes qui ont marqué la période de l'histoire coloniale du Maroc, à l'instar des grandes tribus résistantes, comme les Chaouïa, les Ait Ouryaghel du Rif, Zayanes au Moyen Atlas, Ait Atta, Ait Yaflman et Ait Segher-Ouchen au Sud-Est etc. Ait Seri étaient d'ailleurs parmi les tout premiers résistants Amazighs (Berbères) du Maroc à se révolter contre les premiers colons français qui ont occupé le Maroc, notamment dans les plaines de Tadla, et les montagnes sud du Moyen Atlas occupées dès le début du XXe siècle.
Ait-Ouirra est l'une des plus importantes tribus des Ait Seri, dont est issu Moha Ou-Said lui-même, qui fut leur chef spirituel. La tribu des Ait-Ouirra se subdivise en 9 sous-tribus, représentées par 9 notables principaux, qui tenaient régulièrement leurs réunions des affaires administratives au sein du fief habituel d'El Ksiba, pour anticiper les politiques de la région et ses environs, mais aussi pour régler les litiges et les conflits inter-tribaux, selon des règles et des sources juridiques qui émanent du droit coutumier des tribus Amazighs. Les tribus Ait Seri (Ait oum lbakht, Ait Ouirra, etc.) étaient de redoutables guerriers résistants connus pour leur ténacité combative et leur attachement à leurs terres et leurs coutumes ancestrales, surtout pendant l'époque du colonialisme français. C’est ainsi qu’ils ont infligé de lourdes pertes aux forces coloniales en les empêchant d’accaparer si facilement la ville d'El Ksiba, qui constituait un point très stratégique, comme point de départ susceptible de leur permettre par la suite la conquête des autres régions montagneuses du Moyen Atlas.
La sous-confédération des Ait Seri dont la capitale est El Ksiba, s'étale sur un large territoire, délimité au Nord par les tribus des Icheqqiren et Ait Zemmour, à l’Ouest par les tribus des Ait Rebâ et à l’Est et le Sud par les tribus des Ait Soukhman.
Les principales villes et bourgades des Ait Seri sont: El Ksiba, Zaouit Echeikh, Tagzirt, Ighrem n Lâlam, Tanougha, Fryata, Tighboula, Naour, Tarda, Larbâ n Oukbley, Ihnsalen, Tamngarfet, Tamoudjout, Ait Boumlal, etc.

## Personnalités liées à El Ksiba
- Leila Abouzeid, journaliste et auteure marocaine, née en 1950 à El Ksiba
- Mustapha Essaïd, né en 1970 à El Ksiba, athlète international français de demi-fond et de cross-country.